# Гонноскодина
Гонноскодина (итал. Gonnoscodina) — коммуна в Италии, располагается в регионе Сардиния, в провинции Ористано.
Население составляет 542 человека (2008 г.), плотность населения составляет 61 чел./км². Занимает площадь 9 км². Почтовый индекс — 9090. Телефонный код — 0783.
Покровителями коммуны почитаются святые Даниил, празднование 12 и 13 октября и Себастьян, празднование 20 января.

## Демография
Динамика населения:

## Администрация коммуны
- Официальный сайт: